# Callicorixa
Callicorixa är ett släkte av insekter. Callicorixa ingår i familjen buksimmare.
Kladogram enligt Catalogue of Life och Dyntaxa:
| Callicorixa | \| \| Callicorixa alaskensis \| \| \| \| \| \| Callicorixa audeni \| \| \| \| \| \| Callicorixa praeusta \| \| \| \| \| \| Callicorixa producta \| \| \| \| \| \| Callicorixa scudderi \| \| \| \| \| \| Callicorixa tetoni \| \| \| \| \| \| Callicorixa wollastoni \| \| \| \| \| \| Callicorixa vulnerata \| \| \| \| |
|             | \| \| Callicorixa alaskensis \| \| \| \| \| \| Callicorixa audeni \| \| \| \| \| \| Callicorixa praeusta \| \| \| \| \| \| Callicorixa producta \| \| \| \| \| \| Callicorixa scudderi \| \| \| \| \| \| Callicorixa tetoni \| \| \| \| \| \| Callicorixa wollastoni \| \| \| \| \| \| Callicorixa vulnerata \| \| \| \| |
|             | Arctocorisa |
|             | |
|             | Cenocorixa |
|             | |
|             | Centrocorisa |
|             | |
|             | Corisella |
|             | |
|             | Corixa |
|             | |
|             | Cymatia |
|             | |
|             | Dasycorixa |
|             | |
|             | Diaprepocoris |
|             | |
|             | Glaenocorisa |
|             | |
|             | Graptocorixa |
|             | |
|             | Hesperocorixa |
|             | |
|             | Micronecta |
|             | |
|             | Morphocorixa |
|             | |
|             | Neocorixa |
|             | |
|             | Palmacorixa |
|             | |
|             | Paracorixa |
|             | |
|             | Pseudocorixa |
|             | |
|             | Ramphocorixa |
|             | |
|             | Sigara |
|             | |
|             | Synaptonecta |
|             | |
|             | Tenagobia |
|             | |
|             | Trichocorixa |
|             | |
|             | Callicorixa alaskensis |
|             | |
|             | Callicorixa audeni |
|             | |
|             | Callicorixa praeusta |
|             | |
|             | Callicorixa producta |
|             | |
|             | Callicorixa scudderi |
|             | |
|             | Callicorixa tetoni |
|             | |
|             | Callicorixa wollastoni |
|             | |
|             | Callicorixa vulnerata |
|             | |

|  | Callicorixa alaskensis |
|  |                        |
|  | Callicorixa audeni     |
|  |                        |
|  | Callicorixa praeusta   |
|  |                        |
|  | Callicorixa producta   |
|  |                        |
|  | Callicorixa scudderi   |
|  |                        |
|  | Callicorixa tetoni     |
|  |                        |
|  | Callicorixa wollastoni |
|  |                        |
|  | Callicorixa vulnerata  |
|  |                        |